# 巴克利級護航驅逐艦
巴克利級護航驅逐艦（Buckley class destroyer escort）是二次世界大戰期間美國建造的護航用艦艇，專為船團護航以及反制敵軍潛艇用。此級比艾瓦茲級長了約20英呎，並多了約200噸，並改裝渦輪-電力推進引擎，可提供比前級加倍的動力，航速可達24節。此外，也安裝了前級沒有的魚雷發射管。
本級依據租借法案，提供英國46艘，另外有43艘改造成高速運輸艦。二次大戰中 DE-682 Underhill 號在 1945 年7月遭回天自殺魚雷擊沈。戰後多數提供給盟邦海軍。
改造成高速運輸艦的艦隻，廢除魚雷發射管，主砲改為一門5吋砲，3座雙聯裝40mm砲以及6座20mm砲，並配備4艘LCVP登陸艇以及兩座5噸起重機。